# Lijst van hoogste gebouwen van Haaglanden
De onderstaande lijst geeft een overzicht van de hoogste gebouwen in de regio Haaglanden met een minimum grens van 80 meter.
Haaglanden was van 1992 tot 2015 een plusregio van de gehele agglomeratie van Den Haag met daarin negen gemeenten. Deze lijst omvat de gebouwen in het gebied van de gelijknamige veiligheidsregio.

## Bestaande gebouwen
|       | Naam                                                                  | Hoogte               | Voltooid                                | Stad       | Afbeelding                                                                   |
| ----- | --------------------------------------------------------------------- | -------------------- | --------------------------------------- | ---------- | ---------------------------------------------------------------------------- |
| 1/2   | Ministerie van Justitie, JuBi-gebouw                                  | 147 m                | 2011 hoogste punt bereikt in mei 2011   | Den Haag   | Het Ministerie van Veiligheid en Justitie (links)                            |
| 1/2   | Ministerie van Binnenlandse Zaken en Koninkrijksrelaties, JuBi-gebouw | 147 m                | 2011 hoogste punt bereikt in mei 2011   | Den Haag   | Het Ministerie van Binnenlandse Zaken en Koninkrijksrelaties (in het midden) |
| 3/4   | Hoftoren                                                              | 142 m                | 2003                                    | Den Haag   | De Hoftoren                                                                  |
| 3/4   | New Babylon I                                                         | 142 m met mast 158 m | 2012                                    | Den Haag   | New Babylon                                                                  |
| 5     | Het Strijkijzer                                                       | 132 m met mast 136 m | 2007                                    | Den Haag   |                                                                              |
| 6     | De Kroon                                                              | 131 m                | 2011 hoogste punt bereikt op 14 maart   | Den Haag   | De Kroon (rechts)                                                            |
| 7     | Prinsenhof Toren E                                                    | 128 m                | 2005                                    | Den Haag   |                                                                              |
| 8     | Grotius I                                                             | 120 m                | 2022                                    | Den Haag   |                                                                              |
| 9     | Nieuwe kerk                                                           | 109 m                | 1510                                    | Delft      |                                                                              |
| 10    | Europees Octrooibureau, nieuwbouw                                     | 107 m                | 2018                                    | Rijswijk   |                                                                              |
| 11    | Castalia                                                              | 104 m                | 1998                                    | Den Haag   |                                                                              |
| 12    | Nieuw Babylon II                                                      | 101 m                | 2011 hoogste punt bereikt in maart 2010 | Den Haag   |                                                                              |
| 13    | Grotius II                                                            | 100 m                | 2022                                    | Den Haag   |                                                                              |
| 14    | Sint-Jacobuskerk                                                      | 94 m                 | 1878                                    | Den Haag   |                                                                              |
| 15    | Grote Kerk                                                            | 93 m                 | 1424                                    | Den Haag   |                                                                              |
| 16    | EWI-gebouw                                                            | 90 m                 | 1969                                    | Delft      |                                                                              |
| 17    | Zurichtoren                                                           | 88 m                 | 1999                                    | Den Haag   |                                                                              |
| 18    | Leonardo da Vinci I                                                   | 87 m                 | 1997                                    | Den Haag   |                                                                              |
| 19/20 | Bolero                                                                | 85 m                 | 2022                                    | Den Haag   |                                                                              |
| 19/20 | The Minister, voorheen Winston Churchill Tower                        | 85 m                 | 1971                                    | Rijswijk   |                                                                              |
| 21    | Delft Hoog, voorheen Torenhove                                        | 83 m                 | 1975                                    | Delft      |                                                                              |
| 22    | Apollo                                                                | 82 m                 | 2005                                    | Zoetermeer |                                                                              |
| 23/24 | Vredespaleis                                                          | 80 m                 | 1913                                    | Den Haag   |                                                                              |
| 23/24 | Hoogvoorde                                                            | 80 m                 | 1972                                    | Rijswijk   |                                                                              |

## Toekomstige hoge gebouwen
De onderstaande lijst geeft een overzicht van bouwplannen in de regio Haaglanden met een minimum grens van 80 meter.
| #   | Naam                | Plaats         | Hoogte | oplevering | Status          |
| --- | ------------------- | -------------- | ------ | ---------- | --------------- |
| 1.  | The Grace toren 1   | Laakhaven-Oost | 181 m  | 2025       | in ontwikkeling |
| 2.  | Escher Gardens 1    | Laakhaven-West | 165 m  | 2026       | in ontwerp      |
| 3.  | Globe-kavel toren 1 | Laakhaven-West | ~160 m | —          | in ontwerp      |
| 4.  | Escher Gardens 2    | Laakhaven-West | 156 m  | 2026       | in ontwerp      |
| 5.  | The Grace toren 2   | Laakhaven-Oost | 153 m  | 2025       | in ontwikkeling |
| 6.  | Globe-kavel toren 2 | Laakhaven-West | ~140 m | —          | in ontwerp      |
| 7.  | Binck Blocks        | Binckhorst     | 122 m  | 2025       | in ontwikkeling |
| 8.  | HBG-kavel           | Rijswijk       | ~103 m | —          | in ontwikkeling |
| 9.  | KJ-toren 1          | Stationsbuurt  | 90 m   | —          | bouw ligt stil  |
| 10. | KJ-toren 2          | Stationsbuurt  | 90 m   | —          | bouw ligt stil  |

## Visies
De onderstaande lijst geeft een overzicht van visies of nooit uitgevoerde bouwplannen in de regio Haaglanden met een minimum grens van 80 meter.
|    | Naam                              | Hoogte              | Stad                       | Status        |
| -- | --------------------------------- | ------------------- | -------------------------- | ------------- |
| 1. | De Laak torens (Laakhaven-West)   | 240/185/95 m        | Den Haag - Laakhavens      | nooit gebouwd |
| 2. | Petroleumhaven                    | 210m                | Den Haag - Laakhavens      | visie         |
| 3. | Twisted                           | 150m, met mast 160m | Den Haag - Binckhorst      | visie         |
| 3. | Nervi toren                       | 140m                | Den Haag - Spuikwartier    | nooit gebouwd |
| 4. | Anna van Burentoren               | 131m                | Den Haag - Bezuidenhout    | visie         |
| 5. | Monarch IV (Oakwood Timber Tower) | 130m                | Den Haag - Beatrixkwartier | visie         |
| 6. | Garden of Delights I              | 110m                | Rijswijk                   | nooit gebouwd |
| 7. | Calandstraat, studentenwoningen   | 110m                | Den Haag - Laakhavens      | nooit gebouwd |
| 8. | M-gebouw                          | 90m                 | Den Haag - CS              | nooit gebouwd |
| 9. | Casema-toren                      | 80m                 | Den Haag - Hollands Spoor  | nooit gebouwd |

## Verdwenen
De onderstaande lijst geeft een overzicht van verdwenen gebouwen met een minimum grens van 80 meter.
|    | Naam                   | Hoogte | Voltooid | Stad     |  |
| -- | ---------------------- | ------ | -------- | -------- |  |
| 1. | Europees Octrooibureau | 84 m   | 1972     | Rijswijk |  |